# Young Jeezy
Jeezy, właśc. Jay Wayne Jenkins (ur. 28 września 1977 w Columbii w Karolinie Południowej) – amerykański raper. W przeszłości był członkiem gangu Crips. Były członek grupy hip-hopowej Boyz n da Hood. Jego pseudonim Snowman, wziął się od tego, że w przeszłości handlował kokainą.
Ma syna o imieniu Scooter oraz siostrę Katrinę Wright. Po Huraganie Katrina przyjął ofiary żywiołu do swojego domu.

## Kariera
Pierwszą niezależną płytę Thuggin’ Under the Influence (T.U.I.) wydał w 2001 roku pod pseudonimem Lil J.. Dwa lata później ukazał się kolejny niezależny projekt pt. Come Shop wit Me. W 2004 roku podpisał kontrakt muzyczny z wytwórnią Bad Boy Records i rok później jako grupa Boyz n da Hood wydał album pt. Boyz n da Hood.
Pierwszy studyjny album pt. Let’s Get It: Thug Motivation 101 ukazał się w 2005 roku. Zadebiutował na 2. miejscu listy Billboard 200 ze sprzedażą 172.000 egzemplarzy. W 2012 roku magazyn Complex uznał album klasykiem minionej dekady.
W 2006 roku raper udzielił się gościnnie w singlu „Say I” piosenkarki Christina Milian. Drugi solowy album zatytułowany The Inspiration: Thug Motivation 102 został wydany 12 grudnia 2006 r. Płyta zadebiutowała na 1. pozycji listy Billboard 200 ze sprzedażą 352.000 kopii. Rapera wsparli tacy artyści jak R. Kelly, Keyshia Cole, T.I. czy Timbaland.
2 września 2008 r. odbyła się premiera trzeciego albumu rapera - The Recession. Płytę promowało aż 5 singli: „Put On”, „Vacation”, „Crazy World”, „My President” oraz „Who Dat”. Podobnie jak poprzedni tytuł, tak i ten debiutował na szczycie notowania Billboard 200 sprzedając się w ilości 260.000 egzemplarzy.
Jego czwarty solowy album pt. Thug Motivation 103: Hustlerz Ambition miał zostać wydany 29 czerwca 2010, jednak z nieznanych powodów premiera się nie odbyła. Następnie premiera miała być w dniu 28 września 2010 r., potem 14 grudnia, 2010 roku. Ostateczna data wydania kompozycji odbyła się 20 grudnia 2011 roku. Pierwszym singlem promującym projekt był utwór „Lose My Mind” z 2010 r. Kolejne dwa „Ballin'” i „F.A.M.E.” zostały wydane w 2011. Trzeci singel zatytułowany „I Do” został wydany w styczniu 2012 r. a czwarty pt. „Leave You Alone” miesiąc później. Na płycie rapera wspomogli Fabolous, Jadakiss, 2 Chainz, Ne-Yo, Jay-Z czy Snoop Dogg. Album zadebiutował na miejscu 3. notowania Billboard 200 ze sprzedażą wynoszącą 233.000 egzemplarzy w pierwszym tygodniu.
2 września 2014 roku odbyła się ogólnoświatowa premiera siódmego studyjnego albumu rapera pt. Seen It All: The Autobiography. Płyta była promowana dwoma singlami pt. „Me OK” oraz „Seen It All”. Album zadebiutował na 2. miejscu notowania Billboard 200 ze sprzedażą 121.000 egzemplarzy. W Kanadzie płyta zadebiutowała na 2. miejscu listy Canadian Albums Chart sprzedając się w ilości zaledwie 2.000 kopii. Rapera wsparli między innymi Game, Akon, Jay-Z czy Rick Ross.
Rok po premierze Seen It All, Jeezy postanowił wydać dziewiąty studyjny materiał zatytułowany Church In These Streets. Płyta miała swoją oficjalną premierę 15 października 2015 roku. Rok później artysta powrócił z albumem zatytułowanym Trap or Die 3, który trafił do sprzedaży 28 października 2016 roku. Na najnowszym albumie Jenkinsa wystąpili French Montana, YoGotti, Bankroll Fresh oraz Chris Brown. W 2013 raper skrócił swój pseudonimem z Young Jeezy na Jeezy.

## Dyskografia

### Albumy studyjne
- 2005: Let’s Get It: Thug Motivation 101
- 2006: The Inspiration: Thug Motivation 102
- 2008: The Recession
- 2011: Thug Motivation 103: Hustlerz Ambition
- 2014: Seen It All: The Autobiography
- 2015: Church In These Streets[12]
- 2016: Trap or Die 3

### Albumy niezależne
- 2001: Thuggin’ Under the Influence (T.U.I.)
- 2003: Come Shop wit Me

### Albumy wspólne
- 2005: Boyz n da Hood (oraz Boyz n da Hood)
- 2007: Young Jeezy Presents USDA: Cold Summer (oraz U.S.D.A)
- 2011: The Afterparty (oraz U.S.D.A)

## Filmografia
- 2009: Nastukani producenci[13]

## Nagrody

### BET Awards
- 2010: Viewer's Choice Award („Hard”) oraz Rihanna (Wygrana)
- 2008: Best Collaboration („I’m So Hood (Remix)”) oraz DJ Khaled, Ludacris, Busta Rhymes, Big Boi, Lil Wayne, Fat Joe, Birdman, & Rick Ross (Nominacja)

### BET Hip-Hop Awards
- 2008: Najlepszy Hip-Hopowy Klip („I’m So Hood (Remix)”) oraz DJ Khaled, Ludacris, Busta Rhymes, Big Boi, Lil Wayne, Fat Joe, Birdman, & Rick Ross (Nominacja)
- 2008: Best Hip-Hop Collabo („I’m So Hood (Remix)”) oraz DJ Khaled, Ludacris, Busta Rhymes, Big Boi, Lil Wayne, Fat Joe, Birdman, & Rick Ross (Wygrana)
- 2008: People’s Champ Award („Put On”) oraz Kanye West (Nominacja)
- 2006: Hip-Hopowy Album Roku („Let’s Get It: Thug Motivation 101”) (Nominacja)

### Ozone Awards
- 2008: Najlepszy Rapowy Artysta (Nominacja)
- 2008: Best Rap/R&B Collaboration („Love in this Club”) oraz Usher (Wygrana)
- 2007: Najlepszy Rapowy Album („The Inspiration”) (Wygrana)
- 2007: Best Rap/R&B Collaboration („Go Getta”) oraz R. Kelly (Nominacja)
- 2007: Najlepszy Klip („Grew Up a Screw Up”) oraz Ludacris (Nominacja)
- 2007: Najlepsza Grupa oraz Slick Pulla & Blood Raw jako USDA (Nominacja)